# Edgewood (Illinois, Effingham megye)
Edgewood falu az USA Illinois államában, Effingham megyében. Lakosainak száma 398 fő (2020. április 1.).

## Népesség
A település népességének változása:

| 2010 | 440 |
| 2020 | 398 |